# Geropogon
Geropogon là một chi thực vật có hoa trong họ Cúc (Asteraceae).

## Loài
Chi Geropogon gồm các loài: